# 熊本県立鹿本商工高等学校
熊本県立鹿本商工高等学校（くまもとけんりつ かもとしょうこう こうとうがっこう Kumamoto Prefectural Kamoto Commercial and Technical High School）は熊本県山鹿市鹿本町御宇田にある県立の高等学校。略称は「商工」。

## 概要
歴史
1968年（昭和43年）に熊本県立山鹿高等学校 商業科と熊本県立鹿本高等学校工業科が統合し、開校した。校舎は鹿本高等学校の施設を継承。開校当初は全日制課程3学科（商業科・電気科・機械科）を設置。
2025年現在は全日制課程4学科(商業科(C)情報管理科(J)機械科(M)電子機械科(D))
学区
熊本県全域
設置課程・学科・コース
全日制課程 商業科・情報管理科・機械科・電子機械科の4学科（商業に関するものが2学科、工業に関するものが2学科） 
校訓
「創造、礼節、勤労」
校章
校名の「鹿本」にちなみ、「鹿」の角2本の絵を背景に「商工」も文字（縦書き）を置いている。
校歌

## 沿革
- 1968年（昭和43年）4月1日 -  熊本県山鹿高等学校商業科と熊本県立鹿本高等学校工業科が統合し、「熊本県立鹿本商工高等学校」（現校名）が設置。
- 1973年（昭和48年）
  - 4月1日 - 商業科5学級の中の2学級を事務科に改編。
  - 10月29日 - 新校舎が完成。
- 1988年（昭和63年）4月1日 - 事務科2学級を商業科1学級と情報管理科1学級に改編。
- 1993年（平成5年）4月1日 - 機械科2学級のうちの1学級を電子機械科に改編。
- 2004年（平成16年）4月1日 - 商業科4学級を2学級に、情報管理科1学級を2学級に改編。
- 2009年（平成21年）11月30日 - 奎堂文庫展示資料室が完成し、熊本県知事蒲島郁夫出席で開設記念式典を挙行[2]。
- 2010年（平成22年）2月26日 - 常設実習店舗「かざぐるま」[3] を開設。
- 2011年（平成23年）4月1日
  - パナソニック教育財団第37回実践研究助成の受託「規範意識を高める生涯指導へのICT活用の研究」
  - サイエンス・パートナーシップ・プロジェクト[4]（SPP）研究校に指定。
- 2015年（平成27年）4月1日
  - 電気科募集停止。

・2024年
電子機械科の生徒が電気工事全国大会で優勝！
産業用ロボットの大会でも5名の生徒が優勝。

## 学校行事
3学期制
1学期
- 4月 - 始業式、入学式、同窓会入会式、対面式、実力考査、新入生テスト、身体測定、スポーツテスト、歓迎遠足、商工スポーツ祭結団式、1年宿泊研修(R6年度より廃止)、阿蘇・菊鹿体育大会(廃止)
- 5月 - 育友会（PTA）総会、商工スポーツ祭（体育祭）、中間考査、生徒総会、
- 6月 - 熊本県高校総合文化祭、熊本県高校総合体育大会、ワープロ県大会、進路ガイダンス、授業参観、生徒会立会演説会・投票、期末考査
- 7月 - 期末考査、野球部・ワープロ部推戴式、商工模試、学科集会、清掃活動、2年インターンシップ、クラスマッチ(一学期なし)、終業式、生徒商業研究発表大会
- 8月 - クラブ合宿、中学生体験入学、3年進路準備(履歴書書き、面接練習等々)

2学期
- 9月 - 始業式、課題考査、人権教育、就職・進学試験開始
- 10月 - 薬物乱用防止教室、中間考査、進路講演会、商工フェスタ（文化祭）、熊本県工業高校生徒研究発表会
- 11月 - 芸術鑑賞会、防災訓練、交通講話、期末考査、2年修学旅行
- 12月 - 期末考査、1年ライフプランニング授業、2年上級学校・企業見学、1・2年商工模試、長距離走大会、クラスマッチ、終業式

3学期
- 1月 - 始業式、課題考査、人権教育、2年進路合格者体験発表会、3年学年末考査、課題研究発表会
- 2月 - 前期選抜入試、1・2年学年末考査、
- 3月 - 卒業式、進路講演会、1・2年クラスマッチ、終業式、1・2年商工模試、後期選抜入試、2次募集

## 部活動
文化系
- 家庭部
- 剣道部
- メディア部
- ビジネス技能部
- 放送部
- 音楽部
- 電気工作部
- 芸術部(美術/書道)
- 機械整備部
- エコ電部
- マーケティング部
- サイエンス同好会
- 人権問題研究会（同好会）
- 英会話同好会
- かざぐるま[3]「商業研究クラブ」（同好会、※授業の一環）
- 珠算・電卓同好会（※授業の一環）
- 軽音楽同好会
- ガンプラ同好会

体育系
- テニス部
- ソフトテニス部
- 柔道部
- 卓球部
- ハンドボール部
- 陸上競技部
- バスケットボール部
- 水泳部
- 野球部
- 弓道部
- バレーボール部
- サッカー部
- バドミントン部

## 著名な出身者
- 上月晃 - 女優・歌手（元宝塚歌劇団星組男役トップスター ※中退）

前身の山鹿高校時代在学、器械体操部所属で国体で準優勝になった経験をもつ。同校中退後宝塚音楽学校へ進学。

## 交通アクセス
最寄りのバス停
- 九州産交バス 「鹿本商工前」バス停

最寄りの道路
- 国道325号、「鹿本御宇田」交差点

## 周辺
- 熊本県立鹿本農業高等学校
- 山鹿市立来民小学校
- 山鹿市役所鹿本支所
- 鹿本図書館
- 鹿本郵便局
- JA鹿本鹿本町支所
- ナフコ鹿本店